# Kellemetlen igazság

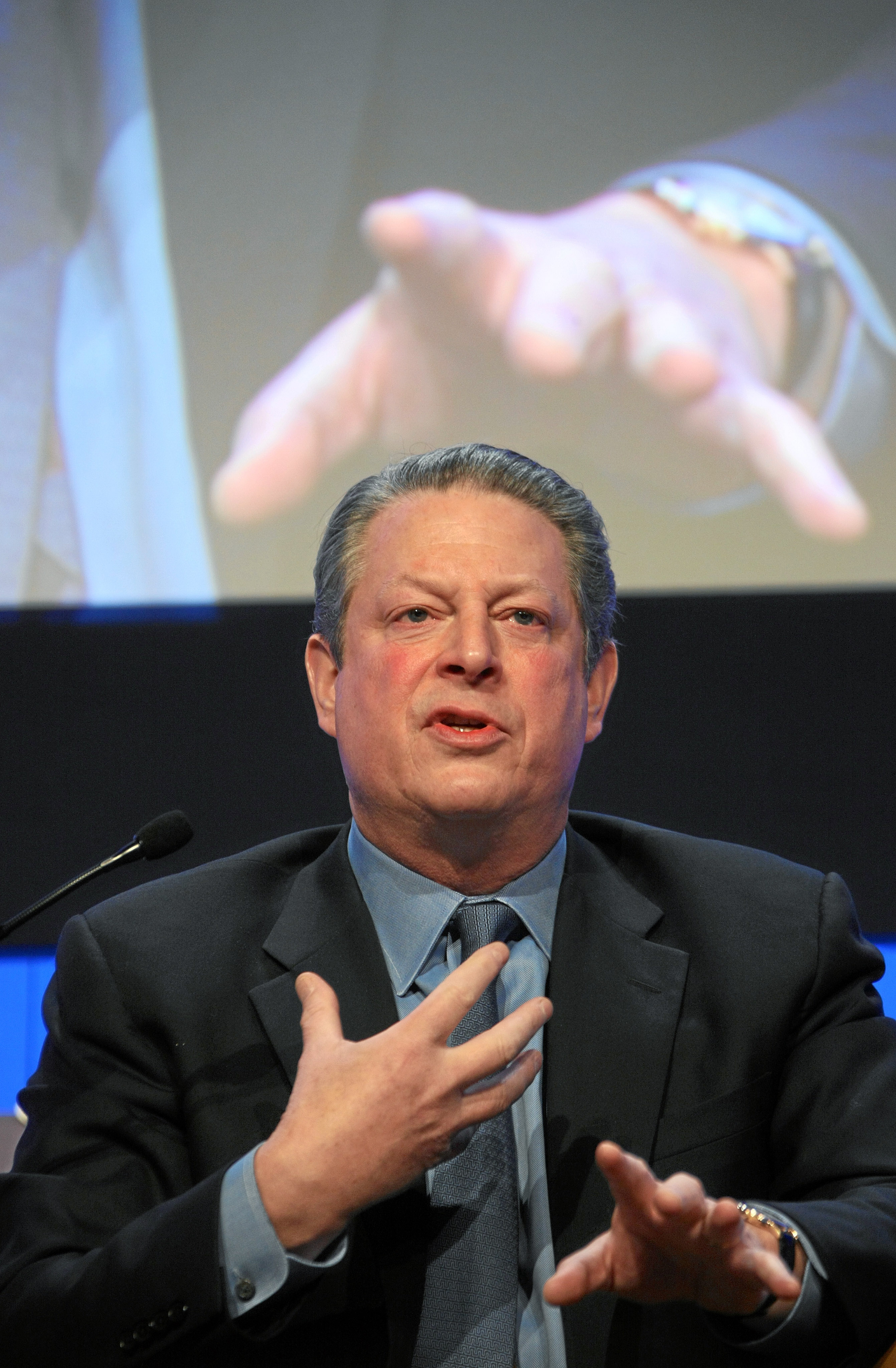
Al Gore 2008-ban

A Kellemetlen igazság (An Inconvenient Truth: The Planetary Emergency of Global Warming and What We Can Do About It ) Al Gore amerikai politikus könyve, mely a globális felmelegedés elleni lépéseket szorgalmazza. Gore George Bush politikai ellenfele, aki az iraki háború és az amerikai gazdaság védelme helyett a környezet védelmét sürgetné.
A világtérképeket újra kell rajzolni.”
A halogatás, a félmegoldások a megnyugtató és a félrevezető fortélyok, a késlekedés ideje lejárt. Most a következmények időszakába lépünk.

## Tartalom
Szó esik a Kiotói jegyzőkönyvről, az Aral-tó eltűnéséről, a Csád-tó (a világ 6. legnagyobb tava) kiszáradásának utolsó szakaszáról, a már kihalt állatokról, a szén-dioxidról, arról, hogy az elektromos áram használata, pocséklása, növekvő igénye tovább növeli a globális felmelegedést, Bush által lefizetett lobbizókról (Philip Cooney), akik tagadják és elhitetik velünk a felmelegedés létezésének hamisságát, azokról a tévhitekről, amiket ezek az emberek okoznak, a columbiai gleccser fogyásáról, a hurrikánokról (Katrina, Emily, Wilma, Rita), a környezetvédő Roger Revelle professzorról, a tundra fagyott talajának kiolvadásáról és az emiatt bekövetkezett épületeknek az összeomlásáról, az Antarktisz Larsen-B selfjegének teljes széteséséről, a Nyugat-antarktiszi selfjég közelgő elpusztulásáról, Grönlandon kialakult olvadékvíztavakról.
2003-ban az Arktisz legnagyobb selfjege kettéhasadt.
Al Gore ír a Dominikai Köztársaság erdészeti stratégiájáról, Haiti ellenpéldájaként, ahol nem foglalkoznak vele. Azokról a környezetvédelemmel foglalkozó tudósokról, akiket figyelmen kívül hagyott Bush és kabinetje. Az állatvilág átalakulásáról.
A termőterületek talajnedvessége akár 35%-kal fog csökkenni. Gyakoriabbak lesznek a tűzvészek és gyengül a növények minősége. Valamint arról, miképp kell átalakítanod a napjaidat, hogy túlélje a Föld. 2015-ben bekövetkezik a globális éghajlati fordulópont, ha az emberiség nem csökkenti radikálisan a szén-dioxid kibocsátását.

## Kihagyott bekezdés
A könyv magyar kiadásából a 296. oldalon egy bekezdést (amely Istenre való hivatkozást is tartalmazott) kihagytak, mégpedig szándékosan, mert a környező szakaszokból is törölték a kihagyott bekezdésre utaló szavakat. A kihagyott szakasz a következő:
| (angolul) "Now it is up to us to use our democracy and our God-given ability to reason with one another about our future and make moral choices to change the policies and behaviors that would, if continued, leave a degraded, diminished, and hostile planet for our children and grandchildren – and for humankind. " | (magyarul)„Rajtunk múlik, hogy - a demokráciával és istenadta képességünkkel élve - megvitatjuk-e egymással, milyen jövőt akarunk és hogy erkölcsi választássá tegyük azt a kérdést, hogy megváltoztassuk-e vezérlő elveinket és viselkedésünket, mert ha így folytatjuk, gyermekeinkre és unokáinkra és az egész emberiségre - egy értékcsökkent, lepusztult és ellenséges bolygót hagyunk hátra. ” |
| – Al Gore | |

## Fokozottan veszélyeztetett állatfajok
„Az amazonasi esőerdők kipusztítása sok faj kihalásához vezet és egyidejűleg gyarapítja a légkör szén-dioxid-koncentrációját is.”
| - Jegesmedve - Sárgaszemű pingvin - Leopárdfóka - Óriás üvegbéka - Vörösnyakú lúd - Röpképtelen kormorán - Coqui-béka - Antarktiszi medvefóka | - Golyvásdaru - Szürkefejű albatrosz - Császárpingvin - Aranyvarangy - Aranyhajú pingvin - Grönlandi bálna - Nagy lilik - Nagy törpemaki |

### Az emberiség 10 legmelegebb éve az elmúlt 14 év során volt
Kutatók és glaciológusok jégmagmintákkal bizonyították állításukat. A következő évek voltak történelmünk legmelegebb évei:
1991, 1995, 1997, 1998, 1999, 2001, 2002, 2003, 2004, 2005, 2006.

## 10 leggyakoribb téveszme a globális felmelegedéssel kapcsolatban

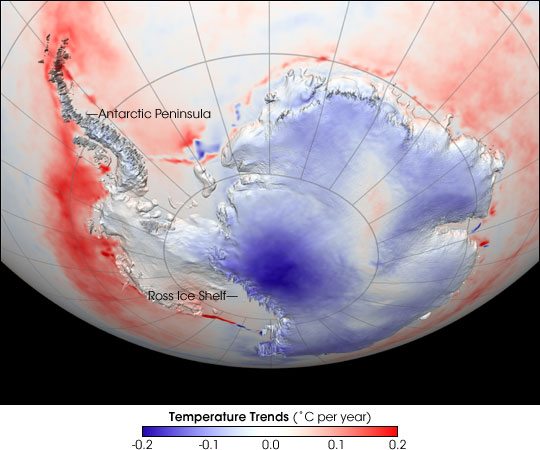
CO_{2} – Antarktisz hőmérséklet változása

- 1. „A tudósok nem értenek egyet abban, hogy a Föld éghajlatának változását az emberek okozzák.”
  - A tudósok azt állítják, hogy az üvegháztartású gázok okozzák a felmelegedést, azért pedig az emberek a felelősek.
- 2. „Semmit nem tehetünk az éghajlatváltozás ellen. Már túl késő, ill. túl kicsi vagyok, hogy bármit is tehessek”
  - Csökkenteni kell a fosszilis tüzelőanyagok használatát.(anyagok újrahasznosítása, papír pazarlás megszüntetése, komposztálj, újratölthető palackokat használj egyszeri műanyag dobozok helyett, egyél kevesebb húst) A társadalom minden tagja felelősséggel tartozik tetteiért.
- 3. „Az éghajlat az idők során természetes úton változik, tehát az a változás, amit most tapasztalunk, csak a természetes ciklus része.”
  - Az Antarktiszból vett jégminták elárulják, hogy  a szén-dioxid-szintek magasabbak, mint bármikor az elmúlt 650.000 évben.
- 4. „Az ózonrétegen lévő lyuk globális felmelegedést okoz.”
  - Téves állítás. Az ózonlyuk oka az ember által előállított klórozott szénhidrogének. A Montreali jegyzőkönyv ezek használatát tiltja. Az ózonlyuk miatt több ultraibolya sugárzás éri a Földet, de ez nincs hatással a Föld hőmérsékletére. Az egyedüli kapcsolat az, hogy a globális felmelegedés lassíthatja az ózonréteg újraképződését, hiszen a felmelegedés az alsó légkört érinti, feljebb a sztratoszférában hűti a levegőt, ezáltal súlyosbítja az ózonveszteséget.
- 5. „Sok tényező van hatással az éghajlatra – nincs értelme, hogy pont a CO2 miatt aggódjunk.”
  - Az üvegházhatású gázokra kell odafigyelnünk, mert azok nem engedik távozni a napsugarakat. Ezért fontos a CO2.
- 6. „Az Antarktisz jege vastagszik, tehát nem igaz, hogy a globális felmelegedés miatt a gleccserek és a tengerek jege olvad.”
  - Összességében az Antarktisz fogy. Több mint 85%-a zsugorodik a világ gleccsereinek. A jég fogyása 1996 és 2005 között megduplázódott. Csak 2005-ben Grönlandon 50 köbkilométer jég tűnt el.
- 7. „A globális felmelegedés jó dolog, mert megszabadít minket a fagyos telektől (kisebb lesz a fűtésszámla), és segíti a növények gyors növekedését.”
  - Sok tengerparti város fog a víz alá kerülni, emberek milliói válnak majd menekültekké. Aszályos időszakok megnyúlnak. Súlyos áradások száma megnő. Fajok tömeges kihalása várható. Várható, hogy az embereket új betegségek támadják meg.
- 8. „A tudósok által mért felmelegedés csak a városok hőcsapda hatásainak következménye, ennek semmi köze az üvegház-gázokhoz.”
  - Nem igaz. Az egész bolygó átlaghőmérséklete növekszik.
- 9. „A globális felmelegedés annak a következménye, hogy a XX. század elején egy meteor becsapódott Szibériában.”
  - Mára már nem érezzük annak következményeit.
- 10. „Egyes területeken a hőmérsékletek nem emelkednek, tehát a globális felmelegedés csak hiedelem.”
  - Az állítás hamis, hiszen az üvegháztartású gázok koncentrációjának növekedése következtében a Föld teljes felszínének átlaghőmérséklete emelkedik.

## A film
Davis Guggenheim rendező készítette el a Kellemetlen igazság című dokumentumfilmet, mely Al Gore globális felmelegedés elleni küzdelmét és kampányát mutatja be. A film elnyerte a legjobb dokumentumfilm és a legjobb betétdalnak járó Oscar-díjat.

## Magyarul
- Kellemetlen igazság. A bolygónkat fenyegető globális felmelegedés és leküzdésének lehetőségei; fordította: Gadó György Pál, Kézdy Edit; Göncöl, Budapest, 2006